# Hans-Peter Tschorsnig

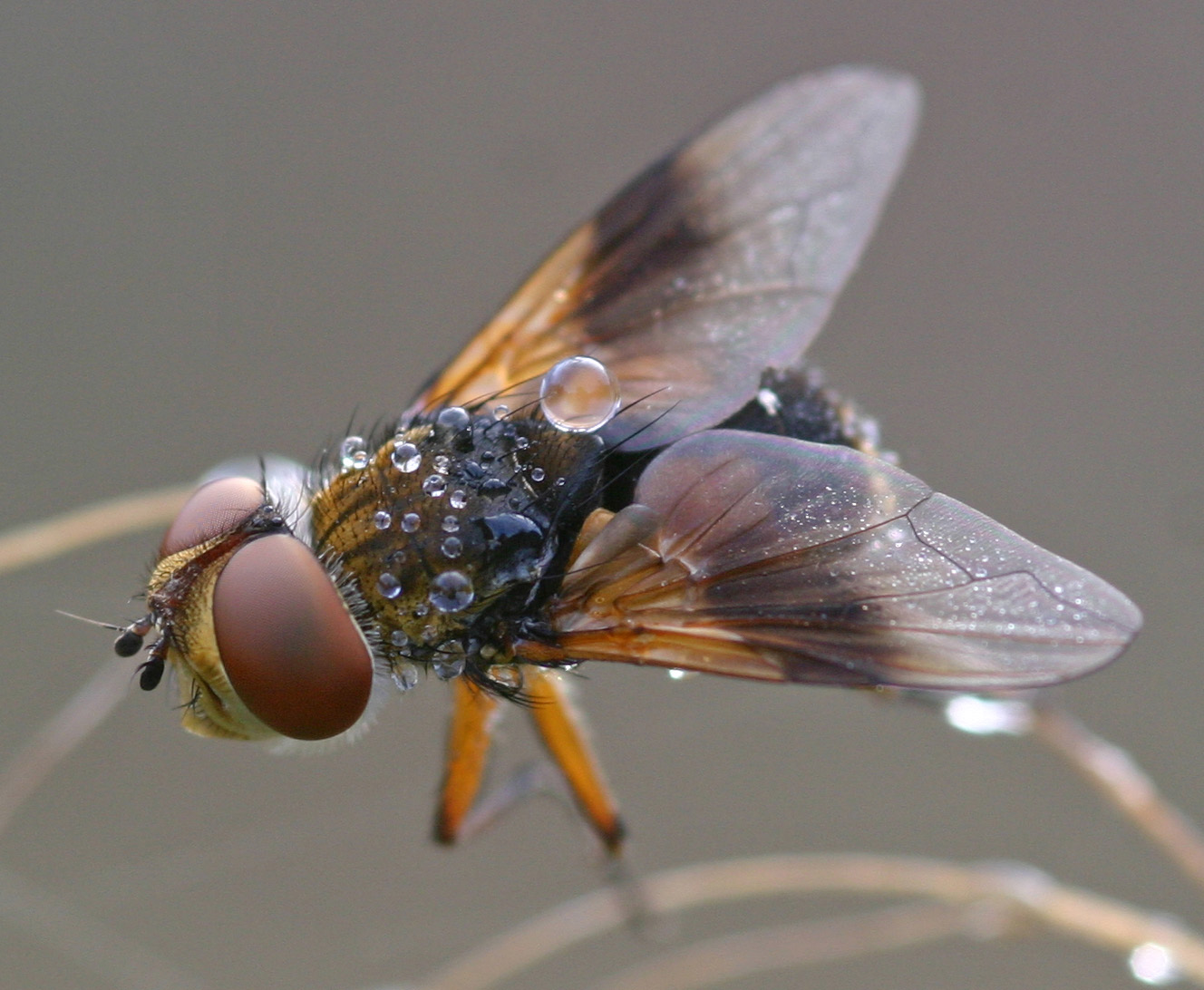
Ectophasia spec. (Diptera: Tachinidae), det. Tschorsnig, 2007 (aufgenommen in Leiria, Portugal)

Hans-Peter Tschorsnig ist ein auf Raupenfliegen spezialisierter Entomologe am Stuttgarter Naturkundemuseum.

## Werdegang
Hans-Peter Tschorsnig studierte von 1974 bis 1979 Forstwissenschaft in Freiburg im Breisgau und schloss das Studium als Diplom-Forstwirt ab. Ab 1980 führte er ein forstliches Referendariat in Baden-Württemberg durch und schloss dieses 1982 als Assessor des Forstdienstes ab. Von 1982 bis 1984 absolvierte er ein Volontariat am Staatlichen Museum für Naturkunde Stuttgart. 1985 promovierte er mit einer Dissertation über „Taxonomie forstlich wichtiger Parasiten: Untersuchungen zur Struktur des männlichen Postabdomens der Raupenfliegen (Diptera, Tachinidae)“. 
Von 1985 bis 1989 war er mit Zeitverträgen am Staatlichen Museum für Naturkunde Stuttgart beschäftigt. Seit 1989 arbeitet er dort als Konservator. Seit Januar 2003 ist er Schriftleiter der „Stuttgarter Beiträge zur Naturkunde A (Biologie)“. Schwaben regte er durch seine wissenschaftliche Vermessung des Aedeagus der Stubenfliege zum Schmunzeln an, aufgrund deren die kleinste schwäbische Längeneinheit, das Muggeseggele, mit durchschnittlich 0,22 Millimeter gleichgesetzt wird.

## Tätigkeit
Raupenfliegen vermehren sich parasitisch in Larven, Puppen oder Imagines anderer Insekten und spielen insoweit bei der biologischen Schädlingsbekämpfung eine Rolle. Tschorsnig erstellt zurzeit einen Wirtekatalog der paläarktischen Raupenfliegen. Er sammelt Originaldaten zur Faunistik und Ökologie europäischer Tachinidae, basierend auf verschiedenen Projekten, um die Lebensweise der einzelnen Arten zu analysieren. Zusammen mit Joachim Ziegler vom Museum für Naturkunde in Berlin erfasst er Raupenfliegen ausgewählter Regionen Europas, insbesondere auf der Iberischen Halbinsel, im Nationalpark Stilfserjoch (Italien), im Départements Hautes-Alpes (Frankreich) und im Mercantour-Nationalpark (Frankreich/Italien).

## Taxa
Er ist mehrfacher Erstbeschreiber und wissenschaftlicher Namensgeber von rezenten Insekten. Die folgenden Taxa wurden von Hans-Peter Tschorsnig erstbeschrieben:
- Leucostoma nudifacies Tschorsnig, 1991
- Engeddia hispanica Tschorsnig, 1991
- Pradocania costata Tschorsnig, 1997
- Bampura Tschorsnig, 1983
- Leucostoma semibarbata Tschorsnig, 1991
- Gonia aterrima Tschorsnig, 1991
- Cylindromyia maroccana Tschorsnig, 1997
- Laufferiella nigrescens Tschorsnig, 1997
- Phorocera atricans Tschorsnig, 1992
- Bithia gorbunovi Tschorsnig, 1993
- Bampura angustigena Tschorsnig, 1983
- Campylocheta ziegleri Tschorsnig, 2002
- Germaria obscuripennis Tschorsnig, 2000
- Cylindromyia persica Tschorsnig, 2000
- Leucostoma semibarbatum Tschorsnig, 1991
- Chetogena alpestris Tschorsnig, 1997
- Zeuxia antoniae Tschorsnig, 1984
- Bithia discreta Tschorsnig, 1986
- Meigenia simplex Tschorsnig & Herting, 1998